# Religión en Crimea

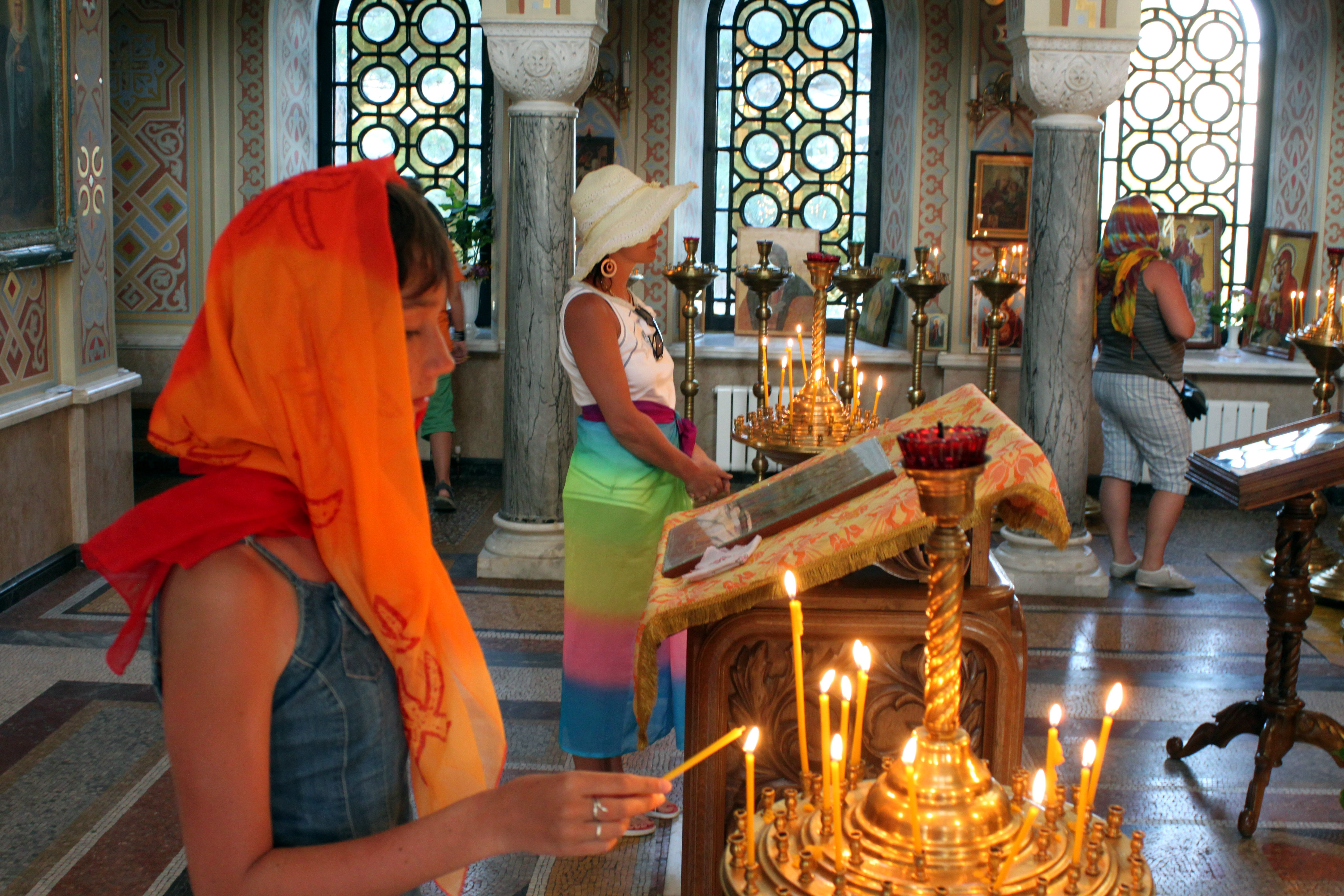
Interior de la Iglesia de la Resurrección de Cristo (Foros), cerca de Yalta

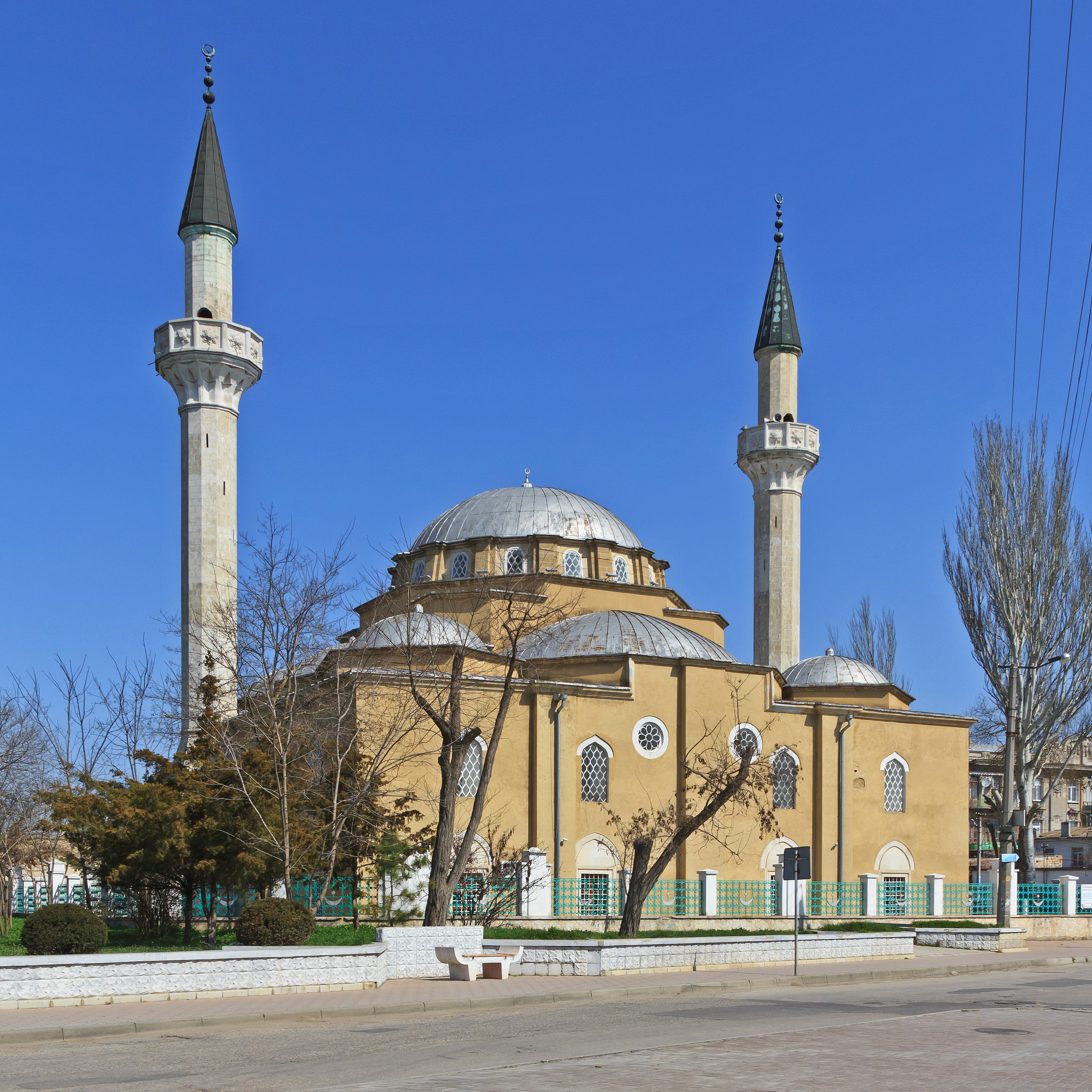
Mezquita Juma-Jami,Yevpatoria

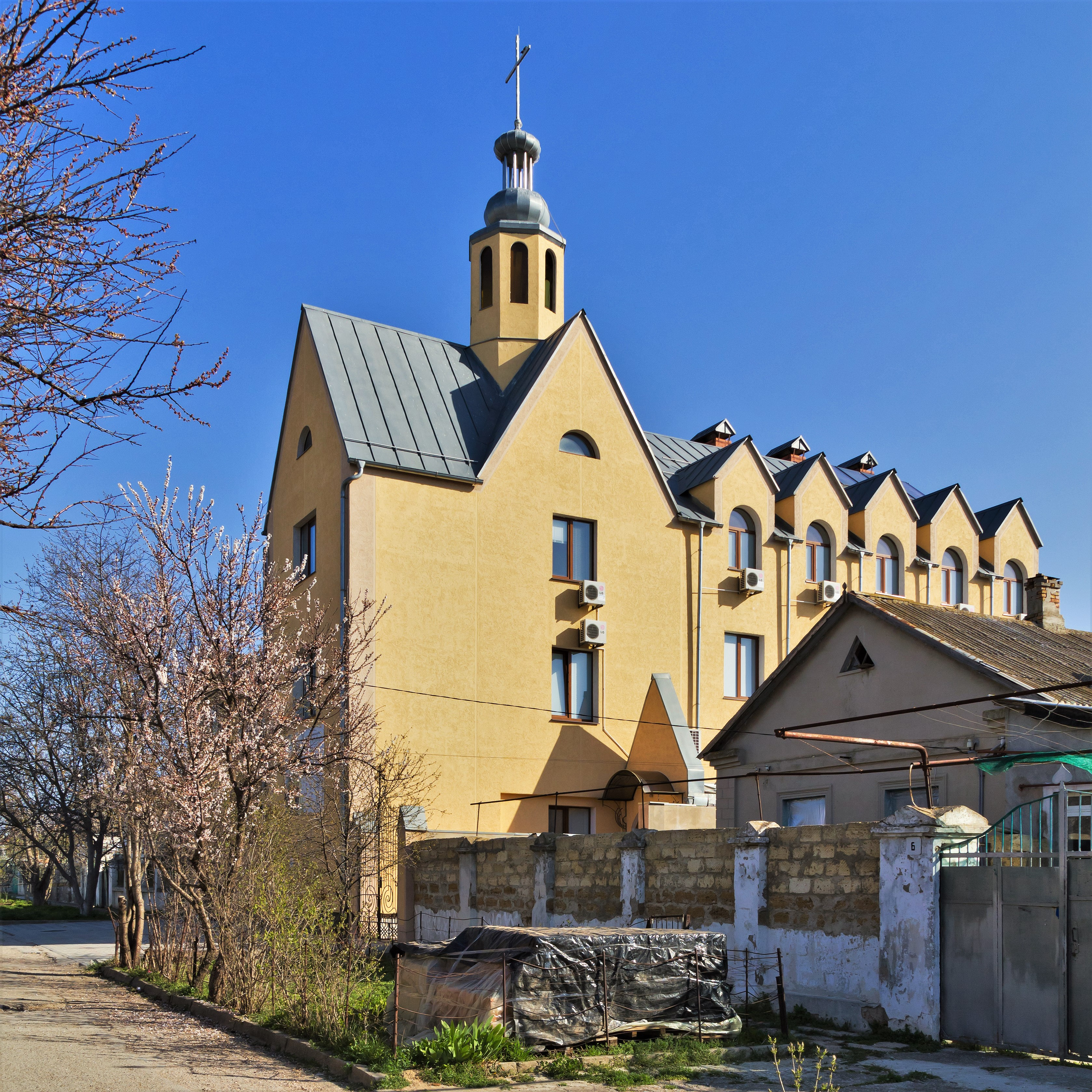
Iglesia católica en Yevpatoria

La mayoría de la población de Crimea adhiere a la Iglesia Ortodoxa Rusa; los tártaros de Crimea forman una rama del Islam sunita y existen además minorías más pequeñas de católicos romanos, greco-católicos ucranianos, apostólicos armenios y judíos.
La península de Crimea fue cristianizada en una época temprana, a través del cristianismo gótico, en el siglo IV.
Según una tradición del siglo IX, el Papa Clemente I (que gobernó entre 88 y 98) fue exiliado a Quersoneso (cerca de lo que ahora es Sebastopol) en 102, al igual que el papa Martín I en 655. Un representante de la zona del Mar Negro, el "jefe del obispado escita", estuvo presente en el Primer Concilio de Nicea en 325, así como en el Primer Concilio de Constantinopla en 381. Se ha conjeturado que este representante tendría que haber sido obispo Cadmus del Reino del Bósforo. Los ostrogodos, que permanecieron en las actuales tierras ucranianas después de la invasión de los hunos, establecieron una provincia eclesiástica bajo el Patriarca de Constantinopla en Doros en el norte de Crimea alrededor del año 400.

Los godos inicialmente se adhirieron al arrianismo, pero en el siglo IX, con el establecimiento del  thema Chersōnos Bizantino, los godos en Crimea se volvieron hacia la Iglesia ortodoxa griega, bajo el Metropolitanato de Gothia.
Una sede episcopal también existía desde 868 al otro lado del estrecho de Kerch, en la ciudad de Tmutarakan. A mediados del siglo X, el área oriental de Crimea fue conquistada por el príncipe Sviatoslav I de Kiev y se convirtió en parte del principado de Tmutarakan de la Rus de Kiev. En 988, el Príncipe Vladimir I de Kiev también capturó a Quersoneso donde más tarde se convirtió al cristianismo.
Mientras tanto, los Khazars, que ocuparon las partes del norte de la península, se convirtieron al judaísmo. Se disputan tanto la fecha de la conversión como el alcance de su influencia más allá de la élite; la conversión debe haber tenido lugar en algún momento entre el 740 y el 920 d. C.
El catolicismo ha tenido una pequeña presencia en Crimea a través de las colonias italianas y anglosajonas.
El Islam en Crimea comienza con la presencia de poblaciones islamizadas turcomongolas después de la invasión mongola de la Rus de Kiev en la década de 1230. El Islam se convierte en la religión estatal de la Horda Dorada en 1313 con la conversión de Öz Beg Khan (la primera mezquita de Crimea se construyó en Stari Krym en 1314).
Los tártaros de Crimea son la población indígena nativa de la península. Son musulmanes sunitas de la escuela hanafí. Durante el Kanato de Crimea, el Islam era la religión estatal.
Con la anexión por parte de Rusia en 1779, Crimea fue nuevamente cristianizada, esta vez bajo la Iglesia Ortodoxa Rusa.
La mayoría de los tártaros de Crimea permanecieron musulmanes. Había 470 comunidades musulmanas registradas en Crimea en 1921. Pero la toda la nación fue deportada en mayo de 1944, y no se les permitió regresar hasta 1989. Durante los 45 años intermedios no quedó ni una sola comunidad islámica.
En 2013, los cristianos ortodoxos constituían el 58 % de la población de Crimea, seguidos de los musulmanes (15 %) y los creyentes en Dios sin religión (10 %).
Desde la anexión rusa de la península en 2014, la agencia de derechos humanos de las Naciones Unidas, la OHCHR, ha catalogado violaciones de derechos humanos por parte de las autoridades de ocupación, incluso contra la libertad de pensamiento, conciencia y religión de las personas en Crimea y Sebastopol.